# Paryż (obraz Aleksandra Jędrzejewskiego)
Paryż albo Łuk Triumfalny w Paryżu – Etoile – obraz Aleksandra Jędrzejewskiego z ok. 1932 wykonany techniką olejną na płótnie, znajdujący się w Galerii sztuki polskiej 1800-1945 Muzeum Śląskiego w Katowicach.
Katowickie muzeum zakupiło obraz na Ruchomej Wystawie Sztuki w Katowicach w 1936 roku. Artysta, związany po II wojnie światowej z Wrocławiem, przedstawił Łuk Triumfalny w Paryżu z dużej wysokości. Wokół centralnie położonego monumentu jeżdżą samochody, po chodnikach chodzą przechodnie. Z paryskich kominów snują się strugi dymu. Obraz jest sygnowany w prawym dolnym rogu: A. Jędrzejewski. Muzealny nr. inw.: MŚK/SzM/397. Dzieło na rozmiary 96 × 113 cm. Zgodnie z oznaczeniem katalogu muzealnego znajduje się w domenie publicznej.